# Martin Johann Wikosch
Martin Johann Wikosch (* 8. November 1754 in Ungarisch Brod in Mähren; † 28. Oktober 1826 in Wien) war ein österreichischer Pädagoge.

## Leben
Martin Johann Wikosch besuchte die Gymnasien in Straßnitz und Nikolsburg und studierte anschließend alte Sprachen, Philosophie und Rechtswissenschaft an der Hochschule Olmütz. Von da aus ging er an die Universität Wien und hörte Vorlesungen in Geschichten und weiteren Wissenszweigen, bis er die philosophische Doktorwürde erlangte.
1781 wurde er juridischer Präfekt an der theresianischen Ritterakademie in Wien und 1784 erhielt er die Skriptorenstelle an der Universitätsbibliothek Wien. 1789 wurde er zum Bibliothekar der Universität Innsbruck ernannt und verband mit diesem Posten die Professur der Geschichte, ergänzt für einige Zeit um die Naturgeschichte. Im Laufe der Zeit wurde er Pro-Rektor der Universität.
Als Tirol 1805 nach dem Frieden von Pressburg vom 26. Dezember 1805 an das Kurfürstentum Bayern abgetreten wurde, erhielt er die Professur der Weltgeschichte am Lyzeum in Olmütz, dort wurde er im Laufe der Zeit auch Rektor der Schule. Im Oktober 1807 erhielt er die Berufung als ordentlicher Professor der Weltgeschichte an der Wiener Hochschule und las aus eigenem Antrieb noch über die geschichtlichen Hilfsfächer der Diplomatie und Heraldik (ab 1815), bis er 1823 in Pension ging.

## Werke
- Martin Johann Wikosch, Matthias Andreas Schmidt: Grundriss der Universalgeschichte. Alte Geschichte. Gedr. bey Mathias Andreas Schmidt, Universitäts-Buchdrucker, Wien 1812.
- Gian Rinaldo Carli; Martin J. Wikosch: Maylands Steuerverfassung. Schmidt, Wien 1818.